# Sonda 2
Sonda 2 – polski program popularnonaukowy prowadzony przez Tomasza Rożka i emitowany w latach 2016–2018 na antenach TVP2 i TVP1.
Sonda 2 była kontynuacją programu popularnonaukowego Sonda, emitowanego na antenie TVP w latach 1977–1990.

## Spis serii
| Seria | Seria | Odcinki     | Sezon       | Pierwszy odcinek | Ostatni odcinek   | Pora emisji                | Stacja telewizyjna |
| ----- | ----- | ----------- | ----------- | ---------------- | ----------------- | -------------------------- | ------------------ |
|       | 1.    | 1–20 (20)   | wiosna 2016 | 14 marca 2016    | 30 maja 2016      | poniedziałek 21.50 i 22.15 | TVP2               |
|       | 2.    | 21–44 (24)  | jesień 2016 | 3 września 2016  | 20 listopada 2016 | sobota i niedziela 14.35   | TVP2               |
|       | 3.    | 45–58 (14)  | wiosna 2017 | 5 marca 2017     | 11 czerwca 2017   | niedziela 14.35            | TVP2               |
|       | 4.    | 59–75 (17)  | 2017/2018   | 3 września 2017  | 25 lutego 2018    | niedziela 16.25            | TVP1               |
|       | 5.    | 76–86 (11)  | 2017/2018   | 4 marca 2018     | 27 maja 2018      | niedziela 14.00            | TVP1               |
|       | 6.    | 87–100 (14) | jesień 2018 | 2 września 2018  | 30 grudnia 2018   | niedziela ok. 14.10        | TVP1               |